# 増田誓志
増田 誓志（ますだ ちかし、1985年6月19日 - ）は、宮崎県宮崎市出身の元プロサッカー選手。元日本代表。ポジションはミッドフィールダー。主にボランチ（セントラルMF）、トップ下としてプレーする。
Kリーグ時代の登録名は増田（ハングル: 마스다）。

## 来歴

### クラブ

#### 鹿島アントラーズ
2004年に鹿島アントラーズへ入団。同年5月2日の神戸戦がリーグ戦デビューとなり、同試合でリーグ初得点を挙げた。
2006年にパウロ・アウトゥオリ監督が就任するとボランチで起用される機会が増えたが、フェルナンドの負傷からの復帰や中後雅喜の台頭に伴いレギュラーポジションを確保するには至らなかった。
2007年にオズワルド・オリヴェイラが監督に就任すると鹿島は2009年シーズンまで3年連続のリーグ戦優勝を達成する。しかし増田自身はボランチでは小笠原満男、青木剛、中田浩二、攻撃的MFでは野沢拓也、本山雅志らの牙城を崩せず、厚い選手層に阻まれ出場機会が減少していった。
2010年1月6日、出場機会を求め、田代有三と共にモンテディオ山形へ期限付き移籍。
移籍後は増田の守備能力の問題で出場機会に恵まれなかったものの、シーズン途中にチームのフォーメーションが変更されてからは左セントラルMFでプレーする様になり、前線へ得意のラストパスを供給する司令塔としてレギュラーとなった。
2011年シーズンは鹿島に復帰。チームは本田拓也を補強し激しいポジション争いが予想されたが、シーズン途中からボランチのスタメンレギュラーを確保。
2012年シーズンは鹿島の選手会長就任、メインスポンサーの常陽銀行イメージキャラクターへの抜擢など中心選手としての活躍が期待されていたが、リーグ戦が開幕すると出場機会が大幅に減少し、ベンチ入りすらままならない時期も過ごした。

#### 海外移籍
2013年、韓国・Kリーグの蔚山現代FCへ完全移籍。
2014年シーズン途中より大宮アルディージャに期限付き移籍で加入した。だが大宮はJ2に降格することになった。12月13日、大宮との契約満了を発表した。
2015年、大宮へのレンタル移籍から蔚山現代へ復帰。
2017年1月、アラビアン・ガルフ・リーグのアル・シャールジャSCCへ完全移籍。

#### 清水エスパルス
2017年8月、清水エスパルスへ完全移籍。13日、J1第22節・対柏レイソル戦で後半30分に金子翔太と交代で移籍後初出場する。25日のトレーニング中に受傷し、30日に静岡市内の病院にて検査を行ったところ左ハムストリングス肉離れと診断された。12月2日、J1第34節・対ヴィッセル神戸戦で前半26分に移籍後初得点となるボレー弾を叩き込み、3-1の逆転勝利に貢献。最終節までヴァンフォーレ甲府と残り1つの残留枠を争っていた清水のJ1自力残留にも貢献した。

#### Kリーグ
2019年1月、韓国・Kリーグ2のソウルイーランドFCへ期限付き移籍。蔚山現代以来3シーズンぶりに韓国でプレーをすることになる。12月11日、現役を引退する事を発表した。

#### 引退後
引退後は山形市で飲食店「韓国酒場 チャン」を経営している。

### 代表
2007年、北京オリンピックに向けた日本代表において予選では主力として活躍したが、翌年の本大会のメンバーには選出されなかった。
2011年7月28日、日本代表候補トレーニングキャンプメンバー（8月1日-3日、札幌）に初選出される。
2012年2月24日、キリンチャレンジカップ・アイスランド戦で代表初出場を果たした。

## プレースタイル
正確な長短のパスによるチャンスメイクやミドルシュートに加え、フィジカルの強さと上下動を繰り返すスタミナに優れているミッドフィルダー。山形在籍時に鹿島と対戦した際には青木剛が「接触プレーで凄く強い選手がいて、外国の選手かと思ったら誓志だった」 と発言しているほか、元日本代表監督のアルベルト・ザッケローニはアイスランドとの親善試合後増田について、チームメートへの献身度の高さゆえにスペースを消してしまう事もあるが、ピッチ全体をカバーができる選手であると発言している。

## 所属クラブ
ユース経歴
- 1992年 - 1997年 木花少年sc(現ヴィラル木花)
- 1998年 - 2000年 宮崎市立木花中学校
- 2001年 - 2003年 鵬翔高等学校

プロ経歴
- 2004年 - 2012年 鹿島アントラーズ
  - 2010年 モンテディオ山形 (期限付き移籍)
- 2013年 - 2016年 蔚山現代FC
  - 2014年3月 - 同年12月 大宮アルディージャ (期限付き移籍)
- 2017年 - 同年8月 アル・シャールジャSCC
- 2017年8月 - 2019年 清水エスパルス
  - 2019年 ソウルイーランドFC (期限付き移籍)

## 個人成績
| 国内大会個人成績 | 国内大会個人成績   | 国内大会個人成績 | 国内大会個人成績 | 国内大会個人成績 | 国内大会個人成績 | 国内大会個人成績 | 国内大会個人成績 | 国内大会個人成績 | 国内大会個人成績 | 国内大会個人成績 | 国内大会個人成績 |
| 年度             | クラブ             | 背番号           | リーグ           | リーグ戦         | リーグ戦         | リーグ杯         | リーグ杯         | オープン杯       | オープン杯       | 期間通算         | 期間通算         |
| 年度             | クラブ             | 背番号           | リーグ           | 出場             | 得点             | 出場             | 得点             | 出場             | 得点             | 出場             | 得点             |
| 日本             | 日本               | 日本             | 日本             | リーグ戦         | リーグ戦         | リーグ杯         | リーグ杯         | 天皇杯           | 天皇杯           | 期間通算         | 期間通算         |
| ---------------- | ------------------ | ---------------- | ---------------- | ---------------- | ---------------- | ---------------- | ---------------- | ---------------- | ---------------- | ---------------- | ---------------- |
| 2004             | 鹿島               | 26               | J1               | 8                | 2                | 5                | 0                | 2                | 0                | 15               | 2                |
| 2005             | 鹿島               | 26               | J1               | 19               | 2                | 6                | 1                | 3                | 3                | 28               | 6                |
| 2006             | 鹿島               | 26               | J1               | 23               | 0                | 11               | 2                | 1                | 0                | 35               | 2                |
| 2007             | 鹿島               | 14               | J1               | 23               | 3                | 6                | 1                | 0                | 0                | 29               | 4                |
| 2008             | 鹿島               | 14               | J1               | 19               | 0                | 2                | 0                | 2                | 1                | 23               | 1                |
| 2009             | 鹿島               | 14               | J1               | 17               | 0                | 0                | 0                | 3                | 0                | 20               | 0                |
| 2010             | 山形               | 8                | J1               | 26               | 1                | 5                | 1                | 4                | 2                | 35               | 4                |
| 2011             | 鹿島               | 14               | J1               | 32               | 5                | 1                | 0                | 3                | 0                | 36               | 5                |
| 2012             | 鹿島               | 14               | J1               | 14               | 0                | 8                | 0                | 3                | 1                | 25               | 1                |
| 韓国             | 韓国               | 韓国             | 韓国             | リーグ戦         | リーグ戦         | リーグ杯         | リーグ杯         | FA杯             | FA杯             | 期間通算         | 期間通算         |
| 2013             | 蔚山現代           | 26               | Kクラシック      | 35               | 4                | -                | -                | 1                | 0                | 36               | 4                |
| 2014             | 蔚山現代           | 5                | Kクラシック      | 0                | 0                | -                | -                | 0                | 0                | 0                | 0                |
| 日本             | 日本               | 日本             | 日本             | リーグ戦         | リーグ戦         | リーグ杯         | リーグ杯         | 天皇杯           | 天皇杯           | 期間通算         | 期間通算         |
| 2014             | 大宮               | 38               | J1               | 19               | 1                | 2                | 0                | 2                | 0                | 23               | 1                |
| 韓国             | 韓国               | 韓国             | 韓国             | リーグ戦         | リーグ戦         | リーグ杯         | リーグ杯         | FA杯             | FA杯             | 期間通算         | 期間通算         |
| 2015             | 蔚山現代           | 26               | Kクラシック      | 31               | 3                | -                | -                | 2                | 0                | 33               | 3                |
| 2016             | 蔚山現代           | 26               | Kクラシック      | 32               | 0                | -                | -                | 2                | 0                | 34               | 0                |
| UAE              | UAE                | UAE              | UAE              | リーグ戦         | リーグ戦         | リーグ杯         | リーグ杯         | オープン杯       | オープン杯       | 期間通算         | 期間通算         |
| 2017             | アル・シャールジャ | 40               | AGL              | 11               | 1                | -                | -                | 0                | 0                | 11               | 1                |
| 日本             | 日本               | 日本             | 日本             | リーグ戦         | リーグ戦         | リーグ杯         | リーグ杯         | 天皇杯           | 天皇杯           | 期間通算         | 期間通算         |
| 2017             | 清水               | 24               | J1               | 4                | 1                | -                | -                | 0                | 0                | 4                | 1                |
| 2018             | 清水               | 24               | J1               | 0                | 0                | 5                | 0                | 0                | 0                | 5                | 0                |
| 韓国             | 韓国               | 韓国             | 韓国             | リーグ戦         | リーグ戦         | リーグ杯         | リーグ杯         | FA杯             | FA杯             | 期間通算         | 期間通算         |
| 2019             | ソウルイーランド   | 6                | K2               | 12               | 0                | -                | -                | 1                | 0                | 13               | 0                |
| 通算             | 日本               | 日本             | J1               | 204              | 15               | 51               | 5                | 23               | 7                | 278              | 27               |
| 通算             | 韓国               | 韓国             | Kクラシック      | 98               | 7                | -                | -                | 5                | 0                | 103              | 7                |
| 通算             | 韓国               | 韓国             | K2               | 12               | 0                | -                | -                | 1                | 0                | 13               | 0                |
| 通算             | UAE                | UAE              | AGL              | 11               | 1                | -                | -                | 0                | 0                | 11               | 1                |
| 総通算           | 総通算             | 総通算           | 総通算           | 325              | 23               | 51               | 5                | 28               | 7                | 405              | 35               |

その他の公式戦
- 2009年
  - スーパーカップ 1試合0得点

| 国際大会個人成績 | 国際大会個人成績 | 国際大会個人成績 | 国際大会個人成績 | 国際大会個人成績 |
| 年度             | クラブ           | 背番号           | 出場             | 得点             |
| AFC              | AFC              | AFC              | ACL              | ACL              |
| ---------------- | ---------------- | ---------------- | ---------------- | ---------------- |
| 2008             | 鹿島             | 14               | 4                | 0                |
| 2009             | 鹿島             | 14               | 5                | 0                |
| 2011             | 鹿島             | 14               | 4                | 0                |
| 2014             | 蔚山現代         | 5                | 2                | 0                |
| 通算             | AFC              | AFC              | 15               | 0                |

出場歴
- 公式戦初出場 - 2004年4月29日 ナビスコ杯予選第2節 vsFC東京 (カシマサッカースタジアム)
- Jリーグ初出場 - 2004年5月2日 J1 1st第7節 vsヴィッセル神戸 (カシマ)
- Jリーグ初得点 - 同上
- 公式戦初ハットトリック - 2005年11月3日 天皇杯4回戦 vsホンダロック (カシマ)
- A代表初出場 - 2012年2月24日 国際親善試合 vsアイスランド代表 (長居スタジアム)

## タイトル

### クラブ
鹿島アントラーズ
- Jリーグ ディビジョン1：2007, 2008, 2009
- Jリーグヤマザキナビスコカップ：2011, 2012
- 天皇杯全日本サッカー選手権大会：2007
- FUJI XEROX SUPER CUP：2009
- スルガ銀行チャンピオンシップ：2012

## 代表歴
- U-18日本代表
  - 2003年 - 国際ユースサッカー in 新潟（優勝）、AFCユース選手権2004 (予選)
- U-19日本代表
  - 2004年 - SBSカップ（準優勝）
- U-20日本代表
  - 2005年 - カタール国際ユーストーナメント（準優勝）
- U-21日本代表
  - 2006年 - 日中韓3カ国交流戦、アジア競技大会（GL敗退）
- U-22日本代表
  - 2007年 - 北京オリンピックアジア二次予選、4カ国トーナメント2007中国・瀋陽（3位）
- 日本代表
  - 2011年 - 2014 FIFAワールドカップ・アジア3次予選

### 試合数
- 国際Aマッチ 1試合 0得点(2012年)

| 日本代表 | 国際Aマッチ | 国際Aマッチ |
| 年       | 出場        | 得点        |
| -------- | ----------- | ----------- |
| 2012     | 1           | 0           |
| 通算     | 1           | 0           |

### 出場
| No. | 開催日        | 開催都市 | スタジアム         | 対戦国       | 結果 | 監督         | 大会                       |
| --- | ------------- | -------- | ------------------ | ------------ | ---- | ------------ | -------------------------- |
| 1.  | 2012年2月24日 | 大阪     | 大阪長居スタジアム | アイスランド | ○3-1 | ザッケローニ | キリンチャレンジカップ2012 |

## 出演

### イメージキャラクター
- 常陽銀行（2012年）